# Эйс Вентура
Эйс Венту́ра (англ. Ace Ventura) — вымышленный персонаж, созданный американским сценаристом Джеком Бернштейном; частный детектив, специализирующийся на розыске потерянных или похищенных домашних животных. Известен своим эксцентричным поведением, зачастую копируя поведения диких и домашних животных, в частности, обезьян и птиц.
Впервые образ Эйса Вентуры был воплощён актёром Джимом Керри в кинофильме «Эйс Вентура: Розыск домашних животных» в 1993 году.

## Биография
Является потомком «Эрнеста Вентуры Шеклтона» и «Жака Вентуры Кусто». Изначально проживал в Майами, работая частным детективом по поиску пропавших животных.

### Эйс Вентура: Розыск домашних животных
После того как неизвестные похищают дельфина по кличке Снежок, талисмана команды по американскому футболу «Майами Долфинс», их пресс-секретарь Мелисса Робинсон обращается за помощью к Эйсу Вентуре.
Рыская в поисках улик, Эйс спускается в резервуар Снежка, и находит янтарный камень редкой выделки. В ходе расследования, тот узнаёт, что подобные камни являются частью колец, которые в 1984 году от американской футбольной конференции получили все игроки команды.
Эйс делает вывод, что похитителем является тот игрок, в кольце которого не окажется камня, однако в итоге оказывается, что янтарь имеется у всех.
Вскоре погибает администратор команды дельфинов Роджер Подактер, выпав из окна своей квартиры. Вентура пытается связать смерть менеджера команды с пропажей Снежка и случайно узнаёт о существовании ещё одного игрока «Дельфинов», по имени Рэй Финкл, который отсутствовал в списке и не был проверен на наличие янтаря. Мелисса объясняет отсутствие Финкла на групповой фотографии тем, что он перешёл в команду только в середине сезона. Выясняется, что карьера Финкла была довольно неудачной, в финальном матче того года на последних секундах игры он не забил решающий гол, из-за чего «Дельфины» проиграли Супербоул. Рэй попытался продолжить выступления в чемпионате, но команда не продлила с ним контракт.
Детектив отправляется в родной город Финкла, Тампа, и знакомится с его престарелыми родителями. Вентура узнаёт, что Финкл ужасно ненавидит другого игрока «Дельфинов» Дэна Марино, который в том злополучном матче для пробития решающего удара поставил мяч шнуровкой к игроку, а не к воротам, из-за чего Финкл смазал удар, и команда проиграла. Вентура с Мелиссой решают, что Марино находится в смертельной опасности, однако его похищают до того, как они успевают что-либо сделать.
Эйс возвращается в Майами и рассказывает всё лейтенанту полиции Луис Эйнхорн, занимающейся расследованием этого дела. Он предполагает, что мотивом похищения дельфина является тот факт, что Снежку присвоили пятый командный номер, который когда-то принадлежал Финклу. Тот воспринял это как оскорбление и решил выпустить всю накопившуюся злобу на несчастном водоплавающем животном. Однако Луис не желает воспринимать его доводы всерьёз.
В поисках Рэя Финкла, Вентура посещает больницу для душевнобольных под названием «Тенистые Земли», в которую тот был когда-то насильственно помещён, а затем совершил побег. Изображая душевнобольного футболиста, детектив обследует кладовую больницы, где находит коробку с личными вещами Рэя. Среди них он обнаруживает вырезанную из газеты статью, в которой сообщается о пропаже девушки по имени Луис Эйнхорн, тело которой так и не было найдено. Эйс просит помощи у своего приятеля Эмилио из полицейского участка. Тот обыскивает рабочий стол Эйнхорн и находит адресованное ей любовное письмо от Роджера Подактера.
Все попытки найти хоть какую-нибудь связь между Финклом и Эйнхорн заканчиваются неудачно, пока волей случая на фотографию Финкла не ложится одна из собак Эйса Вентуры. Шерсть собаки расположилась таким образом, что казалось будто бы Финкл обладает длинными волосами. Наблюдая за этим, Эйс осознаёт, что лейтенант Луис Эйнхорн — на самом деле и есть экс-футболист Рэй Финкл, сменивший пол.
Преследуя подозреваемую, Эйс попадает в портовые склады, где находит похищенных Снежка и Дэна Марино. Эйнхорн-Финкл ловит его и немедленно вызывает полицию. Когда полицейские приезжают и уже собираются арестовать детектива (согласно её приказу), появляются Мелисса с Эмилио и спасают Вентуру. Вентура объясняет всем собравшимся мотивы Финкла и то, что Эйнхорн на самом деле является не той, за кого себя выдаёт. В качестве доказательства он срывает с неё платье и указывает на наличие у Луис полового члена. Виновную арестовывают, а Вентура, ранее подвергавшийся насмешкам со стороны полиции, зарабатывает авторитет.

### Эйс Вентура 2: Когда зовёт природа
Эйсу Вентуре, который пытается спасти енота от падения в пропасть, не удаётся удержать его, что приводит к гибели животного. Произошедшее вводит Эйса в состояние сильного шока, после чего тот прекращает заниматься частным сыском и подаётся в монашество. Однако когда его уединённую жизнь в храме нарушают предложением значительной суммы денег, герой решает вернуться к любимому делу.
На сей раз ему поручают отыскать пропавшую летучую мышь, священное животное африканского племени Вачати. Отыскать животное необходимо до венчания дочери вождя с представителем Вачуту, чтобы не допустить войны. Несмотря на свою хироптофобию (боязнь летучих мышей), Эйс решает взяться за поиски.
В ходе расследования, Вентура приходит к выводу, что виновным в краже является его работодатель, похитивший летучую мышь в корыстных целях. Преодолев свой страх, он возвращает рукокрылое существо Вачати, предотвратив назревающую вражду.

### Эйс Вентура-младший
В ходе сюжета выясняется личность отца Эйса — Рекса Вентуры, а также наличие сына, Эйса Вентуры-младшего. Сам детектив в фильме не появляется.

## Кроссовер с «Маской»
В эпизоде «The Aceman Cometh» мультсериала «Маска» домашний питомец главного героя Стэнли Ипкисса был похищен доктором Преториусом. Ипкисс обращается к Вентуре за помощью.
Кроссовер продолжился уже в мультсериале о Вентуре, в эпизоде «Have Mask, Will Travel».
В мультсериалах Стэнли Ипкисс и Эйс Вентура изображены в разных стилях, чтобы уменьшить сходство между ними, поскольку оба персонажа в фильмах сыграны Джимом Керри.

## Вселенная Эйса Вентуры
| Год                 | Название                                                 | Вид         | Исполнитель роли Эйса Вентуры             |
| ------------------- | -------------------------------------------------------- | ----------- | ----------------------------------------- |
| 1993                | Эйс Вентура: Розыск домашних животных                    | Фильм       | Джим Керри                                |
| 1995                | Эйс Вентура 2: Когда зовёт природа                       | Фильм       | Джим Керри                                |
| 1995-…              | Эйс Вентура: Розыск домашних животных                    | Мультсериал | Майкл Дэйнджерфид Холл (озвучивание)      |
| 1996                | Ace Ventura: The CD-Rom Game                             | Видеоигра   | Майкл Дэйнджерфид Холл (озвучивание)      |
| 1997                | Маска: мультсериал; эпизод «The Aceman Cometh»           | Мультсериал | Майкл Дэйнджерфид Холл (озвучивание)      |
| …-2000              | Эйс Вентура: Розыск домашних животных                    | Мультсериал | Майкл Дэйнджерфид Холл (озвучивание)      |
| 2000                | Ace Ventura Pet Detective: The Case of the Serial Shaver | Видеоигра   | —                                         |
| 2009                | Эйс Вентура-младший                                      | Фильм       | Отсутствует; Эйс Вентура лишь упоминается |
| 2028 (в разработке) | Эйс Вентура: Потерянный во времени                       | Фильм       | Джим Керри                                |

## Оценки
В 2020 году Эйс Вентура занял 59-е место в списке величайших киноперсонажей по версии журнала Empire.
В то же время Британский интернет-опрос (англ. British Internet poll) показал, что Эйс Вентура — один из наиболее раздражающих персонажей фильмов.
Коронная фраза Эйса Вентуры «Ну ладненько!» (англ. All-righty then!) была номинирована на звание одной из ста лучших киноцитат в американском кино по версии Американского института кинематографии (1-й номер в списке из 400 номинантов), но в итоговую сотню не вошла.